# Ana Cristina García Alcázar
Ana Cristina García Alcázar (Elx, País Valencià, 17 de setembre del 1978), coneguda com a Cristina Alcázar, és una actriu i directora valenciana coneguda pel seu paper de Marina Conde a la sèrie Física o química.

## Biografia
Formada a l'Escola Superior d'Art Dramàtic de Múrcia i posteriorment a Barcelona, al llarg de la seva trajectòria ha treballat amb directors com Álex de la Iglesia o Roberto Santiago.
Es va iniciar a la televisió, en sèries com Hospital Central, Aquí no hay quien viva, o Cuéntame cómo pasó, fins que l'any 2010 va assolir l'èxit amb la sèrie Física o química, on interpretava a una professora de filosofia amb VIH. La popularitat de la sèrie va ajudar a la sensibilització sobre la malaltia i els seus estigmes socials entre els més joves.
A partir dels 2000 va treballar en pel·lícules com La chispa de la vida d'Álex de la Iglesia, Al final del camino, El penalti más largo del mundo i El club de los suicidas de Roberto Santiago, o Traje de luces de Sergio Jaén Sánchez, entre d'altres. Tot i així, bona part de la seva trajectòria professional l'ha fet com a actriu de teatre.
L'any 2011 es va estrenar com a directora, amb el curtmetratge musical Aunque todo vaya mal, que va obtenir diversos premis en festivals nacionals i internacionals. Uns anys més tard va dirigir el documental Piensa, observa y respira (2016).
Cristina García és també professora de teatre en diverses escoles. L'any 2017 va guanyar el premi AISGE a la millor interpretació femenina pel seu treball al curtmetratge Cachorro.

## Filmografia

### Cinema[4]
| Llargmetratges - Catarsis (2004) - El penalti más largo del mundo (2005) - El club de los suicidas (2007) - Salir pitando (2007) - Animales de compañía (2008) - Al final del camino (2009) - Siete minutos (2009) - La chispa de la vida (2011) - Operasiones espesiales (2014) | Curtmetratges - Las tetas más bonitas del mundo (2004) - La fundacion (2005) - Menu del día(2006) - Bolsitas (2009) - Larga espera (2009) - Nubes (2010) |

### Televisió[4]
- Hospital Central (2004,2007)
- Aquí no hay quien viva (2005-2006)
- Cuéntame cómo pasó (2006-2013)
- Los Serrano (2007)
- El comisario (2007)
- Cuestión de sexo (2007, 2008)
- Impares (2010)
- Física o química (2010-2011)
- Los Quién (2011)
- La gira (2012-2014)

### Teatre
- Un día de gloria (1995)
- Bodas de sangre (1997)
- El Calderón (1998)
- Yerma (1998)
- Misterio de dolor (1998)
- La casa de Bernarda Alba (1998)
- Mares tenebrosos (1998)
- Lisístrata (1999)
- Calígula (1999)
- Cats (2000)
- Bragas y Gallumbos (2002)
- Así que pasen cinco años (2002)
- Un paseo hacia la fama (2003)
- No es tan fácil (2004)
- El color del agua (2004)
- El otro lado de la cama (2005)
- Desnudas (2006)
- La felicidad de las mujeres (2009)
- El Manual de la Buena Esposa (2010)
- Perversiones Sexuales en Chicago (2012-2013)